# Max Havoc: Klątwa smoka
Max Havoc: Klątwa smoka (ang. Max Havoc: Curse of the Dragon) – amerykański film sensacyjny z 2004 roku w reżyserii Alberta Puyna i Isaaca Florentine’a. Zdjęcia kręcono na wyspie Guam.

## Fabuła
Fotoreporter sportowy Max Havoc (Mickey Hardt) był kiedyś utalentowanym kickbokserem. Podczas jednej z walk zabił jednak nieuczciwego przeciwnika. Wówczas zrezygnował z kariery i zmienił zawód. Pewnego dnia mężczyzna wyjeżdża na urlop na wyspę Guam. Szybko nawiązuje znajomość z Jane (Joanna Krupa), w której się zakochuje. Kobieta kupuje u miejscowego handlarza jadeitowy posążek smoka. Okazuje się, że figurka była własnością yakuzy i została niedawno skradziona w Japonii. Posążka szukają wysłannicy japońskiej mafii. Wkrótce docierają oni na Guam. Przestępcy są wyszkoleni w sztukach walki i posługiwaniu się bronią. Zrobią wszystko, by odzyskać figurkę. Maksowi, Jane oraz jej siostrze grozi śmiertelne niebezpieczeństwo.

## Obsada
- Mickey Hardt - Max Havoc
- Joanna Krupa - Jane
- David Carradine - Wielki mistrz
- Vincent Klyn - Moko
- Carmen Electra - Debbie
- Johnny Nguyen - Quicksilver
- Diego Wallraff - Joe